# Залденбург
Залденбург (њем. Saldenburg) општина је у њемачкој савезној држави Баварска. Једно је од 25 општинских средишта округа Фрејунг-Графенау. Према процјени из 2010. у општини је живјело 1.956 становника. Посједује регионалну шифру (AGS) 9272142.

## Географски и демографски подаци
Залденбург се налази у савезној држави Баварска у округу Фрејунг-Графенау. Општина се налази на надморској висини од 450–570 метара. Површина општине износи 28,0 km². У самом мјесту је, према процјени из 2010. године, живјело 1.956 становника. Просјечна густина становништва износи 70 становника/km².